# ندرة (اسم)
ندرة هو اسم علم مذكر ومؤنث من أصل عربي، ومعناه هو ما سقط من شيء مرة واحدة، ندرة القطعة من الفضة أو الذهب تكون في المعدن.حيدر 

## شخصيات تحمل الاسم
- ندرة حداد (1881 – 1950)

## وصلات خارجية
- موسوعة السلطان قابوس لأسماء العرب